# Shenzhen Open 2020
Shenzhen Open 2020 byl tenisový turnaj pořádaný jako součást ženského okruhu WTA Tour, který se odehrával na dvorcích s tvrdým povrchem v areálu Shenzhen Longgang Tennis Centre. Konal se mezi 5. až 11. lednem 2020 v čínském Šen-čenu jako osmý ročník turnaje.
Turnaj řadící se do kategorie WTA International disponoval rozpočtem 775 000 dolarů a prize money 651 750 dolarů. Nejvýše nasazenou hráčkou ve dvouhře se stala švýcarská světová osmička Belinda Bencicová, kterou v úvodním kole vyřadila Ruska Anna Blinkovová. Jako poslední přímá účastnice do dvouhry nastoupila 85. hráčka žebříčku Ukrajinka Kateryna Bondarenková.
První singlový titul na okruhu WTA Tour vybojovala 25letá Ruska Jekatěrina Alexandrovová, která se posunula na nové žebříčkové maximum, 26. příčku. Deblovou soutěž ovládl český pár Barbora Krejčíková a Kateřina Siniaková, jehož členky získaly pátou společnou trofej.

## Distribuce bodů a finančních odměn

### Distribuce bodů
| Soutěž  | vítězky | finalistky | semifinalistky | čtvrtfinalistky | 16 v kole | 32 v kole | Q  | Q2 | Q1 |   |
| ------- | ------- | ---------- | -------------- | --------------- | --------- | --------- | -- | -- | -- | - |
| dvouhra | 280     | 180        | 110            | 60              | 30        | 1         | 18 | 12 | 1  |   |
| čtyřhra | 280     | 180        | 110            | 60              | 1         | —         | —  | —  | —  | — |

### Finanční odměny
| Soutěž                                | vítězky   | finalistky | semifinalistky | čtvrtfinalistky | 16 v kole | 32 v kole | Q2      | Q1    |
| ------------------------------------- | --------- | ---------- | -------------- | --------------- | --------- | --------- | ------- | ----- |
| dvouhra                               | 175 200 $ | 88 402 $   | 46 800 $       | 11 271 $        | 6 450 $   | 4 205 $   | 4 251 $ | 2 930 |
| čtyřhra                               | 25 580 $  | 13 600 $   | 7 400 $        | 4 100 $         | 2 470 $   | —         | —       | —     |
| částky ve čtyřhře jsou uváděny na pár |           |            |                |                 |           |           |         |       |

## Ženská dvouhra

### Nasazení
| Stát                             | Hráčka                   | WTA | Nasazení |
| -------------------------------- | ------------------------ | --- | -------- |
| Švýcarsko                        | Belinda Bencicová        | 8.  | 1.       |
| Bělorusko                        | Aryna Sabalenková        | 11. | 2.       |
| Belgie                           | Elise Mertensová         | 17. | 3.       |
| Čína                             | Wang Čchiang             | 30. | 4.       |
| Rusko                            | Jekatěrina Alexandrovová | 35. | 5.       |
| Španělsko                        | Garbiñe Muguruzaová      | 36. | 6.       |
| Kazachstán                       | Jelena Rybakinová        | 37. | 7.       |
| Čína                             | Čang Šuaj                | 40. | 8.       |
| Žebříček WTA k 30. prosinci 2019 |                          |     |          |

### Jiné formy účasti
Následující hráčky obdržely divokou kartu do hlavní soutěže:
- Tuan Jing-jing
- Wang Sin-jü
- Wang Si-jü

Následující hráčky nastoupily do hlavní soutěže pod žebříčkovou ochranou:
- Kateryna Bondarenková
- Shelby Rogersová

Následující hráčky si zajistily postup do hlavní soutěže v kvalifikaci:
- Irina-Camelia Beguová
- Anna-Lena Friedsamová
- Margarita Gasparjanová
- Nicole Gibbsová

## Ženská čtyřhra

### Nasazení
| Stát                                                                         | Hráčka             | Stát      | Hráčka             | WTA | Nasazení |
| ---------------------------------------------------------------------------- | ------------------ | --------- | ------------------ | --- | -------- |
| Belgie                                                                       | Elise Mertensová   | Bělorusko | Aryna Sabalenková  | 11. | 1.       |
| Česko                                                                        | Barbora Krejčíková | Česko     | Kateřina Siniaková | 20. | 2.       |
| Čína                                                                         | Tuan Jing-jing     | Čína      | Čeng Saj-saj       | 42. | 3.       |
| Čína                                                                         | Pcheng Šuaj        | Čína      | Čang Šuaj          | 60. | 4.       |
| Žebříček WTA k 30. prosinci 2019; číslo je součtem umístění obou členek páru |                    |           |                    |     |          |

### Jiné formy účasti
Následující páry obdržely divokou kartu do soutěže čtyřhry:
- Ťiang Sin-jü /  Tchang Čchien-chuej
- Ma Šu-jüe /  Jüan Jüe

Následující pár nastoupil do hlavní soutěže pod žebříčkovou ochranou:
- Kateryna Bondarenková /  Lidzija Marozavová

## Přehled finále

### Ženská dvouhra
- Jekatěrina Alexandrovová vs.  Jelena Rybakinová, 6–2, 6–4

### Ženská čtyřhra
- Barbora Krejčíková /  Kateřina Siniaková vs.  Tuan Jing-jing /  Čeng Saj-saj, 6–2, 3–6, [10–4]